# Brovarkî, Zolotonoșa
Brovarkî (în ucraineană Броварки) este o comună în raionul Zolotonoșa, regiunea Cerkasî, Ucraina, formată numai din satul de reședință.

## Demografie
Componența lingvistică a comunei Brovarkî
     Ucraineană (99,03%)
     Alte limbi (0,77%)
Conform recensământului din 2001, majoritatea populației comunei Brovarkî era vorbitoare de ucraineană (99,03%), existând în minoritate și vorbitori de alte limbi.